# Pecqueuse
Pecqueuse [pɛkøz] ist eine französische Gemeinde mit 567 Einwohnern (Stand: 1. Januar 2022) im Département Essonne der Region Île-de-France; sie gehört zum Arrondissement Palaiseau und zum Kanton Gif-sur-Yvette. Die Einwohner werden Pescusiens genannt.

## Geographie
Pecqueuse liegt 31 Kilometer südwestlich von Paris am Flüsschen Prédecelle. Umgeben wird Pecqueuse von den Nachbargemeinden Boullay-les-Troux im Norden, Les Molières im Nordosten, Limours im Osten, Bonnelles im Süden, Bullion im Südwesten und Westen sowie Choisel im Nordwesten.

## Bevölkerungsentwicklung
| Jahr                       | 1962 | 1968 | 1975 | 1982 | 1990 | 1999 | 2006 | 2012 | 2019 |
| Einwohner                  | 216  | 222  | 279  | 329  | 474  | 587  | 580  | 632  | 548  |
| Quellen: Cassini und INSEE |      |      |      |      |      |      |      |      |      |

## Sehenswürdigkeiten
- Kirche Saint-Médard-et-Sainte-Radegonde aus dem 12. Jahrhundert, umgebaut im 18. Jahrhundert, seit 1944 Monument historique

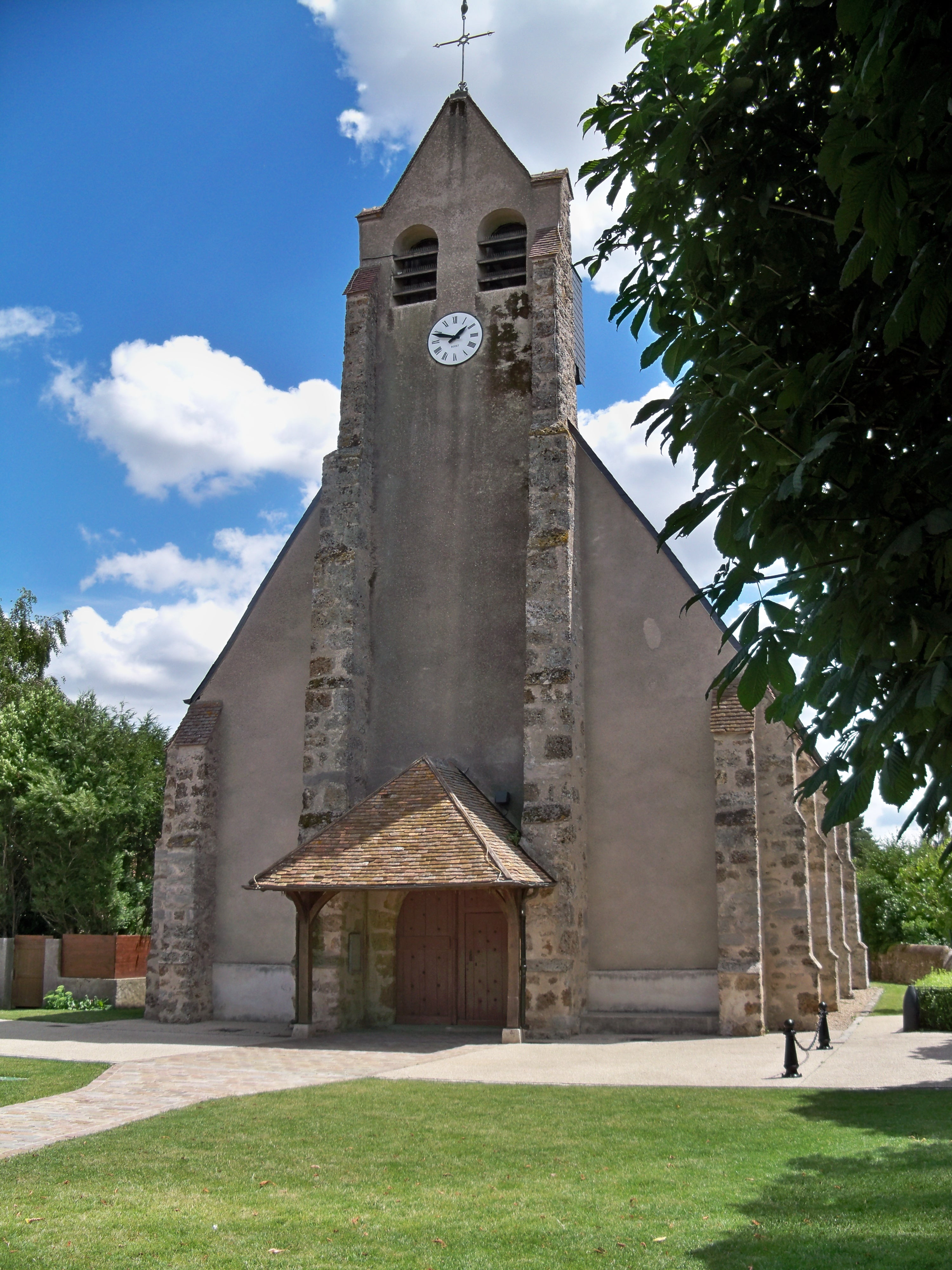
Kirche Saint-Médard-et-Sainte-Radegonde
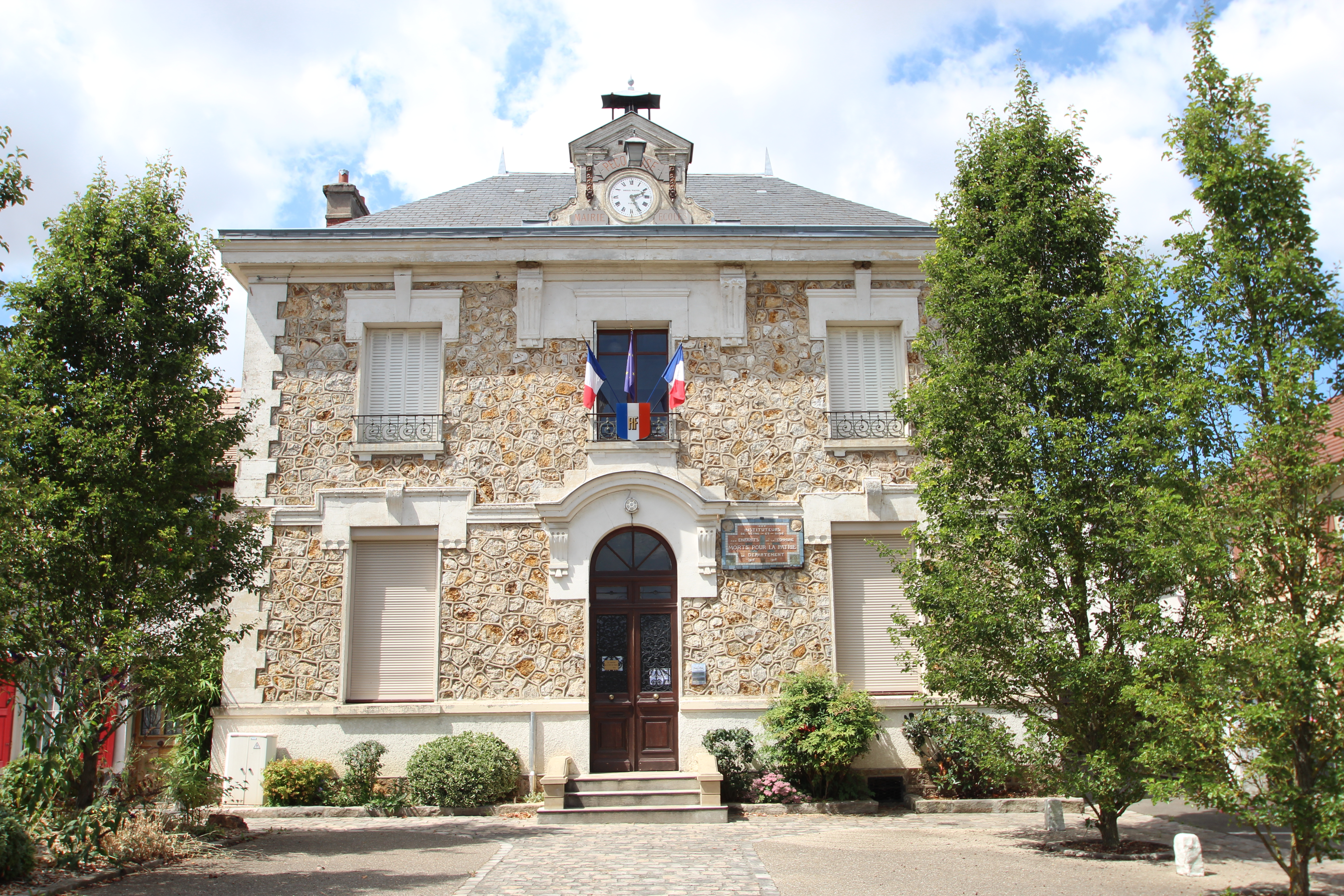
Ehemaliges Rathaus
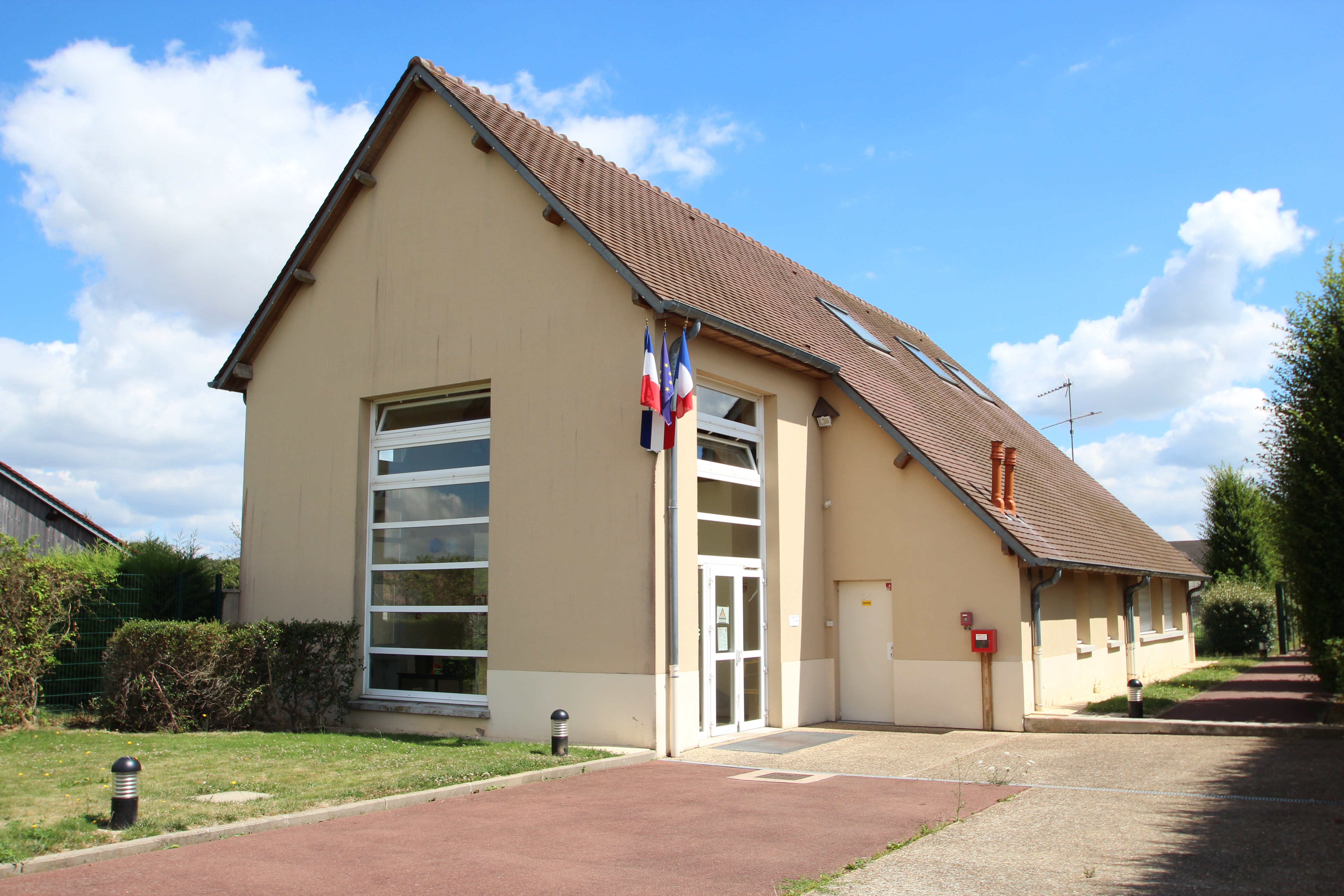
Grundschule